# 週一懸疑劇院
週一懸疑劇院（日语：月曜ミステリーシアター），是東京廣播公司从2013年起每逢星期一20:00播放的電視連續劇時段。此時段所推出的作品以懸疑及犯案題材為主，而《確証～警視廳搜查3課》為第一部作品。

## 概說
長年以來，同時段由Panasonic單獨贊助節目《National劇場》（ナショナル劇場）→《Panasonic劇場》（パナソニック ドラマシアター）以時代劇為主軸，同時也有家庭或懸疑劇集播送。2012年1月標題改名，2013年4月改時段名並以懸疑劇為主要劇種，《National劇場》才正式廢止。

## 作品列表

### 2010年代

#### 2013年
- 4月15日－6月24日：確証～警視廳搜查3課（確証〜警視庁捜査3課）

出演：高橋克實、榮倉奈奈、設樂統、山本龍二、柳下大、黑川智花、西尾麻里、鷲尾真知子、角野卓造等
原作：今野敏《確証》
劇本：森下直、武田有起、松本美彌子
製作協力：DREAMAX TELEVISION
- 7月8日－9月16日：無名毒（名もなき毒）

出演：小泉孝太郎、深田恭子、真矢美季、國仲涼子、平幹二朗等
原作：宮部美幸《誰？ Somebody》《無名毒》
劇本：神山由美子
製作協力：DREAMAX TELEVISION
- 10月7日－12月16日：刑警的目光（刑事のまなざし）

出演：椎名桔平、要潤、小野百合子、北村有起哉、松重豊等
原作：藥丸岳《刑警的目光》
劇本：岩下悠子、大石哲也、谷口純一郎
製作協力：DREAMAX TELEVISION

#### 2014年
- 1月13日－3月24日：隱蔽搜查（隠蔽捜査）

出演：杉本哲太、古田新太、鈴木砂羽、三倉茉奈、安田顯、松澤一之、八十田勇一、生瀨勝久等
原作：今野敏《隱蔽搜查》系列
劇本：中澤圭規、嶋田うれ葉、松本美彌子、熊本浩武
製作協力：DREAMAX TELEVISION
- 4月14日－6月23日：White Lab～警視廳特別科學搜查班～（ホワイト・ラボ〜警視庁特別科学捜査班〜）

出演：北村一輝、宮迫博之、薮宏太、谷原章介、和久井映見等
劇本：ますもとたくや等
製作協力：東寶
- 7月7日－9月15日：彼得的葬禮（ペテロの葬列）

出演：小泉孝太郎、長谷川京子、國仲涼子、室剛、高橋一生等
劇本：神山由美子
製作協力：DREAMAX TELEVISION
- 10月20日－12月22日：SAKURA〜傾聽事件的女人〜（SAKURA〜事件を聞く女〜）

出演：仲間由紀惠、佐藤隆太、相島一之、高島禮子等
劇本：松本美彌子、山岡潤平
製作協力：The icon

#### 2015年
- 1月12日－3月：警部補・杉山真太郎～吉祥寺署事件檔案（警部補・杉山真太郎〜吉祥寺署事件ファイル）

出演：谷原章介、要潤、本田望結、榎木孝明、片瀨那奈、佐野史郎、高橋惠子等
劇本：兩澤和幸
製作協力：東映

## 放送局
注：日本使用JST，台灣使用NST
| 放送對象地域   | 放送局              | 系列              | 放送日期                      | 放送時間（JST）         | 備注       | 脚注  |
| -------------- | ------------------- | ----------------- | ----------------------------- | ----------------------- | ---------- | ----- |
| 關東廣域圈     | TBS電視台（TBS）    | TBS系列           | 2013年4月15日 -               | 週一20時00分 - 20時54分 | 【制作局】 |       |
| 北海道         | 北海道放送（HBC）   | TBS系列           | 2013年4月15日 -               | 週一20時00分 - 20時54分 | -          |       |
| 青森縣         | 青森電視台（ATV）   | TBS系列           | 2013年4月15日 -               | 週一20時00分 - 20時54分 | -          |       |
| 岩手縣         | IBC岩手放送（IBC）  | TBS系列           | 2013年4月15日 -               | 週一20時00分 - 20時54分 | -          |       |
| 宮城縣         | 東北放送（TBC）     | TBS系列           | 2013年4月15日 -               | 週一20時00分 - 20時54分 | -          |       |
| 山形縣         | TVU山形（TUY）      | TBS系列           | 2013年4月15日 -               | 週一20時00分 - 20時54分 | -          |       |
| 福島縣         | TVU福島（TUF）      | TBS系列           | 2013年4月15日 -               | 週一20時00分 - 20時54分 | -          |       |
| 山梨縣         | 山梨電視台（UTY）   | TBS系列           | 2013年4月15日 -               | 週一20時00分 - 20時54分 | -          |       |
| 新潟縣         | 新潟放送（BSN）     | TBS系列           | 2013年4月15日 -               | 週一20時00分 - 20時54分 | -          |       |
| 長野縣         | 信越放送（SBC）     | TBS系列           | 2013年4月15日 -               | 週一20時00分 - 20時54分 | -          |       |
| 靜岡縣         | 静岡放送（SBS）     | TBS系列           | 2013年4月15日 -               | 週一20時00分 - 20時54分 | -          |       |
| 富山縣         | 鬱金香電視台（TUT） | TBS系列           | 2013年4月15日 -               | 週一20時00分 - 20時54分 | -          |       |
| 石川縣         | 北陸放送（MRO）     | TBS系列           | 2013年4月15日 -               | 週一20時00分 - 20時54分 | -          |       |
| 中京廣域圈     | 中部日本放送（CBC） | TBS系列           | 2013年4月15日 -               | 週一20時00分 - 20時54分 | -          |       |
| 近畿廣域圈     | 每日放送（MBS）     | TBS系列           | 2013年4月15日 -               | 週一20時00分 - 20時54分 | -          |       |
| 鳥取縣・島根縣 | 山陰放送（BSS）     | TBS系列           | 2013年4月15日 -               | 週一20時00分 - 20時54分 | -          |       |
| 岡山縣・香川縣 | 山陽放送（RSK）     | TBS系列           | 2013年4月15日 -               | 週一20時00分 - 20時54分 | -          |       |
| 廣島縣         | 中國放送（RCC）     | TBS系列           | 2013年4月15日 -               | 週一20時00分 - 20時54分 | -          |       |
| 山口縣         | 山口電視台（tys）   | TBS系列           | 2013年4月15日 -               | 週一20時00分 - 20時54分 | -          |       |
| 愛媛縣         | 愛電視台（ITV）     | TBS系列           | 2013年4月15日 -               | 週一20時00分 - 20時54分 | -          |       |
| 高知縣         | 高知電視台（KUTV）  | TBS系列           | 2013年4月15日 -               | 週一20時00分 - 20時54分 | -          |       |
| 福岡縣         | RKB每日放送（RKB）  | TBS系列           | 2013年4月15日 -               | 週一20時00分 - 20時54分 | -          |       |
| 長崎縣         | 長崎放送（NBC）     | TBS系列           | 2013年4月15日 -               | 週一20時00分 - 20時54分 | -          |       |
| 熊本縣         | 熊本放送（RKK）     | TBS系列           | 2013年4月15日 -               | 週一20時00分 - 20時54分 | -          |       |
| 大分縣         | 大分放送（OBS）     | TBS系列           | 2013年4月15日 -               | 週一20時00分 - 20時54分 | -          |       |
| 宮崎縣         | 宮崎放送（MRT）     | TBS系列           | 2013年4月15日 -               | 週一20時00分 - 20時54分 | -          |       |
| 鹿兒島縣       | 南日本放送（MBC）   | TBS系列           | 2013年4月15日 -               | 週一20時00分 - 20時54分 | -          |       |
| 沖繩縣         | 琉球放送（RBC）     | TBS系列           | 2013年4月15日 -               | 週一20時00分 - 20時54分 | -          |       |
| 台灣           | 八大戲劇台          | 八大電視台（GTV） | 2014年4月14日 - 2014年6月24日 | 週一23時00分 - 24時00分 | 海外放送   | [ 1 ] |

## 外部連結
- （日語） 東京廣播公司官方網站 （页面存档备份，存于）